# Kamimuria sparsula
Kamimuria sparsula är en bäcksländeart som beskrevs av Du 2001. Kamimuria sparsula ingår i släktet Kamimuria och familjen jättebäcksländor. Inga underarter finns listade i Catalogue of Life.